# Piège pour Catherine
Piège pour Catherine  est un roman historique de Juliette Benzoni paru en 1973. Il compose le sixième volet de la série Catherine.

## Histoire
1436. L'épuisant combat fratricide entre la France et la Bourgogne s'est achevé à Arras. Les Anglais reculent et abandonnent peu à peu les terres conquises. Mais la guerre, bientôt séculaire, n'en a pas fini de répandre la souffrance.
Afin de prendre sa part des batailles, Arnaud de Montsalvy est parti avec ses compagnons. Au château familial, Catherine reste seule face au danger. Malgré le courage des gens de Montsalvy, elle devra faire face non seulement à la peur, à la trahison, au meurtre et à l'horreur, mais également au piège perfide tendu à son époux et dans lequel sombrera peut-être tout l'amour et le bonheur fragile si patiemment, si douloureusement édifiés.